# Telince
Telince (bis 1948 slowakisch „Teldince“ – bis 1927 auch „Teldínce“; ungarisch Tild) ist eine slowakische Gemeinde im Okres Nitra und im Nitriansky kraj mit 437 Einwohnern (Stand 31. Dezember 2024).

## Geographie

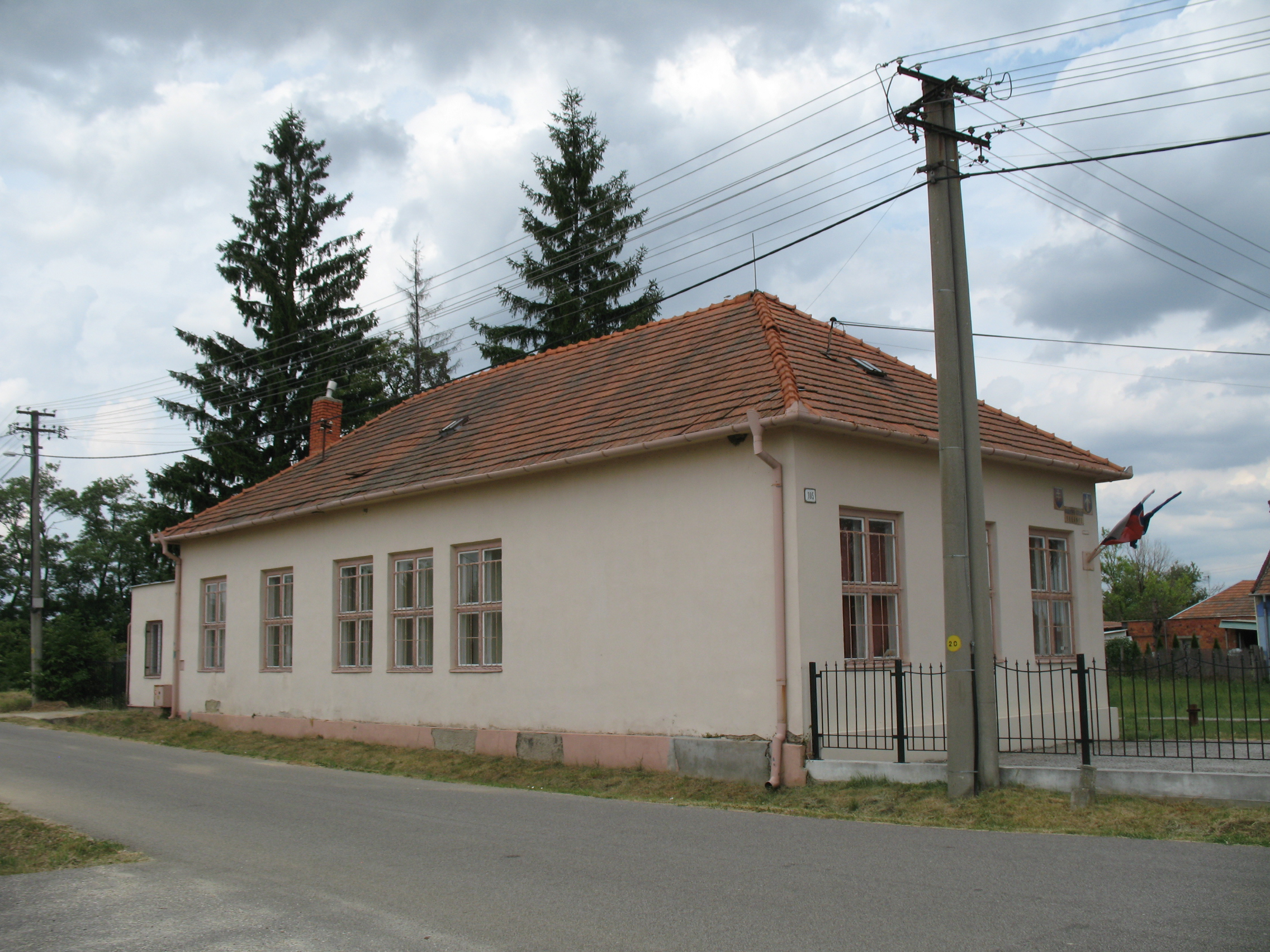
Gemeindeamt von Telince

Die Gemeinde befindet sich im westlichen Teil des Hügellands Pohronská pahorkatina, einem Teil des slowakischen Donauhügellands, am Bach Telinský potok im Einzugsgebiet der Žitava. Das Ortszentrum liegt auf einer Höhe von 160 m n.m. und ist fünf Kilometer von Vráble sowie 26 Kilometer von Nitra entfernt.
Nachbargemeinden sind Tajná im Norden, Čifáre im Osten, Veľký Ďur im Südosten, Tehla im Süden und Vráble im Westen.

## Geschichte

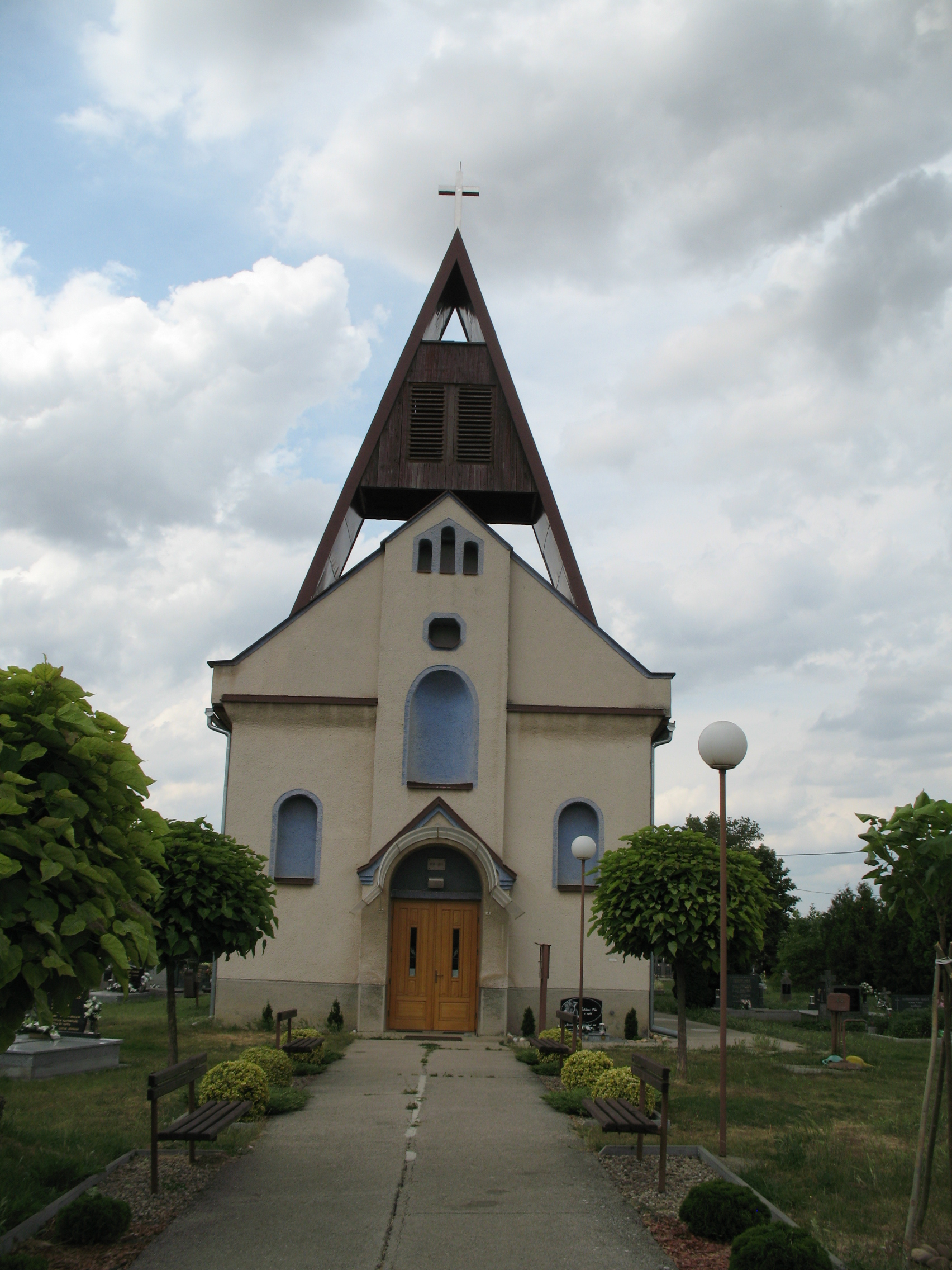
Kirche im Ort

Das Gemeindegebiet von Telince wurde in der Jungsteinzeit besiedelt, es gab hier eine Siedlung der Lengyel-Kultur, später eine Siedlung aus der Römerzeit und einen untergegangenen mittelalterlichen Ort.
Telince wurde zum ersten Mal 1297 als Teld schriftlich erwähnt und gehörte teilweise dem örtlichen Landadel sowie dem Erzbistum Gran, das 1319 den ganzen Ort erwarb und hier Prädialisten (kirchliche Angehörige des unteren Adels) ansiedeln ließ. Später gehörte das Dorf zu einem Teil dem Tyrnauer Seminar. 1312 plünderten Truppen von Matthäus Csák den Ort, 1618 waren dies die Türken, und 1634 war der Ort gegenüber dem Osmanischen Reich tributpflichtig. 1534 gab es 12 Porta in Telince, 1601 standen 45 Häuser im Ort, 1715 gab es eine Mühle, eine Freibank und 34 Steuerzahler, 1828 zählte man 53 Häuser und 358 Einwohner, die als Landwirte beschäftigt waren.
Bis 1918 gehörte der im Komitat Bars liegende Ort zum Königreich Ungarn und kam danach zur Tschechoslowakei beziehungsweise heute Slowakei. Auf Grund des Ersten Wiener Schiedsspruchs lag er 1938–1945 noch einmal in Ungarn. Von 1976 bis 1990 war Telince Teil der Nachbargemeinde Čifáre.

## Einwohner
| Jahr                | 1994 | 2004     | 2014     | 2024     |
| ------------------- | ---- | -------- | -------- | -------- |
| Anzahl der Personen | 280  | 319      | 396      | 437      |
| Unterschied         |      | +13,92 % | +24,13 % | +10,35 % |

| Jahr                | 2023 | 2024    |
| ------------------- | ---- | ------- |
| Anzahl der Personen | 434  | 437     |
| Unterschied         |      | +0,69 % |

Gemäß der Volkszählung 2011 wohnten in Telince 378 Einwohner, davon 341 Slowaken und 34 Magyaren. Ein Einwohner gab eine andere Ethnie an und zwei Einwohner machten keine Angaben zur Ethnie.
328 Einwohner bekannten sich zur römisch-katholischen Kirche, jeweils drei Einwohner zur griechisch-katholischen Kirche und zur reformierten Kirche, zwei Einwohner zur Evangelischen Kirche A. B., ein Einwohner zur evangelisch-methodistischen Kirche und zwei Einwohner zu einer anderen Konfession. 35 Einwohner waren konfessionslos und bei vier Einwohnern wurde die Konfession nicht ermittelt.

## Verkehr
Durch Telince passiert die Straße 1. Ordnung 51 zwischen Nitra und Levice.